# Illsitz
Illsitz  ist ein Ortsteil von Schmölln im Landkreis Altenburger Land in Thüringen. Er gehörte bis zum 31. Dezember 2018 zur Gemeinde Altkirchen.

## Lage
Im Schmöllner Lösshügelland östlich von Altkirchen befindet sich Illsitz. Der Ort liegt südlich der Blauen Flut, einem Zufluss der Pleiße.

## Geschichte
Am 24. September 1140 wurde der Ort erstmals urkundlich erwähnt. Illsitz gehörte zum wettinischen Amt Altenburg, welches ab dem 16. Jahrhundert aufgrund mehrerer Teilungen im Lauf seines Bestehens unter der Hoheit folgender Ernestinischer Herzogtümer stand: Herzogtum Sachsen (1554 bis 1572), Herzogtum Sachsen-Weimar (1572 bis 1603), Herzogtum Sachsen-Altenburg (1603 bis 1672), Herzogtum Sachsen-Gotha-Altenburg (1672 bis 1826). Bei der Neuordnung der Ernestinischen Herzogtümer im Jahr 1826 kam der Ort wiederum zum Herzogtum Sachsen-Altenburg. Nach der Verwaltungsreform im Herzogtum gehörte Illsitz bezüglich der Verwaltung zum Ostkreis (bis 1900) bzw. zum Landratsamt Ronneburg (ab 1900). Das Dorf gehörte ab 1918 zum Freistaat Sachsen-Altenburg, der 1920 im Land Thüringen aufging. 1922 kam es zum Landkreis Altenburg.
Am 1. April 1938 wurde das Dorf nach Röthenitz eingemeindet. Bei der zweiten Kreisreform in der DDR wurden 1952 die bestehenden Länder aufgelöst und die Landkreise neu zugeschnitten. Somit kam Illsitz als Ortsteil von Röthenitz mit dem Kreis Schmölln an den Bezirk Leipzig; jener gehörte seit 1990 als Landkreis Schmölln zu Thüringen und ging bei der thüringischen Kreisreform 1994 im Landkreis Altenburger Land auf. Mit der Eingliederung der Gemeinde Röthenitz in die Gemeinde Altkirchen wurde Illsitz am 5. August 1961 ein Ortsteil von Altkirchen. 2023 wohnten 88 Personen in Illsitz. Mit der Eingemeindung der Gemeinde Altkirchen nach Schmölln ist Illsitz seit dem 1. Januar 2019 ein Ortsteil von Schmölln.

## Kirche
- Dorfkirche Illsitz